# Ross (Dakota del Nord)
Ross és una població dels Estats Units a l'estat de Dakota del Nord. Segons el cens del 2000 tenia 48 habitants.

## Demografia
Segons el cens del 2000, Ross tenia 48 habitants, 24 habitatges, i 13 famílies. La densitat de població era de 66,2 hab./km².
Dels 24 habitatges en un 20,8% hi vivien nens de menys de 18 anys, en un 50% hi vivien parelles casades, en un 4,2% dones solteres, i en un 45,8% no eren unitats familiars. En el 41,7% dels habitatges hi vivien persones soles el 12,5% de les quals corresponia a persones de 65 anys o més que vivien soles. El nombre mitjà de persones vivint en cada habitatge era de 2 i el nombre mitjà de persones que vivien en cada família era de 2,62.
Per edats la població es repartia de la següent manera: un 14,6% tenia menys de 18 anys, un 14,6% entre 18 i 24, un 22,9% entre 25 i 44, un 27,1% de 45 a 60 i un 20,8% 65 anys o més.
L'edat mediana era de 44 anys. Per cada 100 dones de 18 o més anys hi havia 105 homes.
La renda mediana per habitatge era de 18.750 $ i la renda mediana per família de 28.750 $. Els homes tenien una renda mediana de 16.875 $ mentre que les dones 14.250 $. La renda per capita de la població era de 15.025 $. Cap de les famílies i el 5,3% de la població estaven per davall del llindar de pobresa.

## Poblacions més properes
El següent diagrama mostra les poblacions més properes.